# Loison (plaats)
Loison is een gemeente in het Franse departement Meuse (regio Grand Est) en telt 102 inwoners (2009).
De gemeente maakt deel uit van het kanton Bouligny in het arrondissement Verdun. Voor maart 2015 was het deel van het kanton Spincourt, dat toen werd opgeheven.

## Geografie
De oppervlakte van Loison bedraagt 14,2 km², de bevolkingsdichtheid is dus 7,2 inwoners per km².
Bij dit plaatsje ontspringt het gelijknamige riviertje de Loison.
De onderstaande kaart toont de ligging van Loison (plaats) met de belangrijkste infrastructuur en aangrenzende gemeenten.

## Demografie
Onderstaande figuur toont het verloop van het inwonertal (bron: INSEE-tellingen).